# Iljine
Iljine (ukr. Ільїне, do 2016 Panfiliwka, ukr. Панфілівка) – wieś na Ukrainie, w obwodzie zaporoskim, w rejonie berdiańskim, w hromadzie Czernihiwka. W 2001 liczyła 316 mieszkańców, spośród których 272 wskazało jako ojczysty język ukraiński, 41 rosyjski, 1 mołdawski, 1 bułgarski, a 1 białoruski.